# 永康军
永康军，中国北宋时设置的军。
太平兴国三年（978年），改永安军置，治所在灌口镇（今四川省都江堰市）。熙宁五年（1072年）废为灌口寨，九年复于导江县（今都江堰市东）置永康军。元祐初复故。后废为灌口寨。